# Bosebo distrikt
Bosebo distrikt är ett distrikt i Gislaveds kommun och Jönköpings län. Distriktet ligger omkring Bosebo i västra Småland.

## Tidigare administrativ tillhörighet
Distriktet inrättades 2016 och utgörs av en del av området Gislaveds köping omfattade till 1971, delen som före 1952 utgjorde Bosebo socken.
Området motsvarar den omfattning Bosebo församling hade vid årsskiftet 1999/2000.

## Tätorter och småorter
I Bosebo distrikt finns inga tätorter eller småorter.